# في عالم
في عالم (بالإنجليزية: in a world)‏ هو فيلم كوميدي تم إنتاجه في الولايات المتحدة وصدر في سنة 2013. الفيلم من كتابة و إخراج ليك بيل من بطولة نيك أوفرمان وليك بيل وفريد ميلاميد وكين مارينو. حاز على جائزة أفضل سيناريو في مهرجان صاندانس السينمائي 2013.

## القصة
كارول فتاة تعمل مدربة أصوات وهي ابنة رجل يعتبر رائد في مجال الأداء الصوتي تقرر كارول ان تزاحم الرجال في مجال الأداء الصوتي ولكن المنافسة شرسة جدا

## الممثلون والشخصيات
- ليك بيل (بدور: كارول سولومان)
- فريد ميلاميد (بدور: سام سوتو)
- كين مارينو (بدور: جوستاف ورنر)

### ترشيحات وجوائز
| السنة | الحدث                         | الفئة              | النتيجة  |
| ----- | ----------------------------- | ------------------ | -------- |
| 2013  | مهرجان صاندانس السينمائي      | أفصل سيناريو       | فـــــوز |
| 2013  | جوائز دائرة نقاد دبلن للأفلام | جائزة الطفرة       | فـــــوز |
| 2014  | جوائز تحالف الصحفيات للسينما  | أفضل مخرجة         | ترشـيـح  |
| 2014  | جوائز تحالف الصحفيات للسينما  | أفضل كاتبة سيناريو | ترشـيـح  |
| 2014  | جوائز الروح المستقلة          | أفضل أول سيناريو   | ترشـيـح  |

## الميزانية والإيرادات
بلغت تكلفة إنتاج الفيلم حوالي أقل من مليون دولار بينما حقق أرباحا تقدر بـ 2,963,902 دولار.

## ردود الفعل
تلقى الفيلم ردود فعل إيجابية من النقاد ففي موقع الطماطم الفاسدة حثل الفيلم على تقييم 92% استنادا على 114 مراجعة.
وحصل في موقع ميتاكريتيك على 79 درجة من 100 بناء على 30 مراجعة.

## وصلات خارجية
- في عالم على موقع IMDb (الإنجليزية)
- في عالم على موقع ميتاكريتيك (الإنجليزية)
- في عالم على موقع روتن توميتوز (الإنجليزية)
- في عالم على موقع ألو سيني (الفرنسية)
- في عالم على موقع أول موفي (الإنجليزية)
- في عالم على موقع بوكس أوفيس موجو (الإنجليزية)
- في عالم على موقع فيلمافينيتي (الإسبانية)
- في عالم على موقع قاعدة بيانات الفيلم (الإنجليزية)
- في عالم على موقع ليتربوكسد (الإنجليزية)
- في عالم على موقع كينوبويسك (الروسية)
- في عالم في موقع الطماطم الفاسدة.
- في عالم في موقع ميتاكريتيك.